# Aloysius Bertrand
Aloysius Bertrand (vlastním jménem Louis-Jacques-Napoléon Bertrand, 20. dubna 1807 – 29. dubna 1841) byl francouzský básník a spisovatel. Napsal sbírku básní v próze Gaspard de la nuit (česky Kašpar Noci), podle níž složil stejnojmennou suitu skladatel Maurice Ravel. Založil žánr básně v próze ve francouzské literatuře a inspiroval symbolistické básníky.

## Život
Narodil se ve městě Ceva v oblasti Piemont, jeho rodina se ale v roce 1814 usadila v Dijonu. Tehdy začal jeho zájem o toto město. Přispíval do místního deníku, jsa uznáván Hugem a Sainte-Beuvem. Krátce žil v Paříži, kde ale neměl úspěch, takže se vrátil do Dijonu a dále psal do místních novin. Gaspard de la nuit byl dokončen už v roce 1836, ale publikován byl až v roce 1842 poté, co Bertrand zemřel na tuberkulózu. Kniha byla znovuobjevena Baudelairem a Mallarmém a nyní je považována za klasiku francouzské poezie i fantastické literatury.